# Lange Frist
Lange Frist (auch: langfristig; englisch long-run) ist eine zeitliche Perspektive der Makroökonomie, die Marktentwicklungen in der Wirtschaft über mehrere Jahrzehnte hinweg beschreibt oder im Finanzwesen eine Fristigkeit.

## Allgemeines
Olivier Blanchard nennt für die kurze Frist einen Zeitraum von Jahr zu Jahr, für die mittlere 10 Jahre und 50 Jahre für die lange Frist. Dabei ist gerade die Zeitangabe für die lange Frist eher als Modellannahme zu verstehen, bei der es möglich ist, die Wirtschaft aufgrund flexibler Preise unter Markträumungsbedingungen zu betrachten. Eine Volkswirtschaft erreicht in der langen Frist Gleichgewichte auf allen Märkten, weil die Preise genügend Zeit zur Anpassung haben und so für eine Angleichung von Angebot und Nachfrage sorgen können. Bei kurzer Frist konzentriert man sich auf die Interdependenzen zwischen Nachfrage, Produktion und Einkommen bei konstanten Preisen.
Einflussfaktoren, welche die Betriebsgröße festlegen, müssen in der Betriebswirtschaftslehre auf kurze Frist als gegeben angesehen werden und gelten nur langfristig als veränderlich. Erich Gutenberg spricht von einer kurzen Periode dann, „wenn der Zeitraum, der den Unternehmen für ihre betrieblichen Maßnahmen zur Verfügung steht, zu kurz ist, um grundlegende Änderungen, insbesondere der Betriebsgröße, durchzuführen.“ Das hat zur Folge, dass fixe Kosten nur kurzfristig vorhanden sind, auf lange Frist dagegen gibt es ausschließlich variable Kosten.

## Geschichte
Alfred Marshall teilte 1890 die ökonomische Zeit in seinem Konzept der Marktperioden in die lange Frist (englisch long period), die kurze Frist (englisch short period) und die tägliche Marktkonstellation (englisch very short period). Auf lange Sicht, so betont er, passe sich das Arbeitsangebot der Arbeitsnachfrage sehr eng an. Hiermit versuchte er, die klassischen und neoklassischen Preistheorien miteinander zu verbinden. Kurzfristig reflektieren Preise die Nutzeneinschätzungen, die Herstellungskosten können darüber oder darunter liegen. Langfristig sind Herstellungskosten und die durch Nutzeneinschätzungen determinierten Preise gleich.
John Maynard Keynes unterschied wie Alfred Marshall in seiner Analyse zwischen „short-run“ und „long-run“. Auf die Analyse der „langen Periode“, die den Hauptgegenstand der neoklassischen Theorie bildet, verzichtet Keynes, wenn es um die aktuellen Probleme der Beschäftigung bzw. Arbeitslosigkeit geht. Mit seinem Diktum „auf lange Sicht sind wir alle tot“ (englisch in the long run we are all dead) brachte er dies 1923 drastisch zum Ausdruck.
Mehrere Autoren waren später bestrebt, ihre Modelle auf die lange Frist zu erweitern, darunter Paul A. Samuelsons Multiplikator-Akzelerator-Modell (1939), Roy F. Harrods dynamische Theorie (1939) oder die Konjunkturtheorie von John R. Hicks (1950). Die Wachstumstheorie orientiert sich im Gegensatz zu anderen Konjunkturtheorien an der langen Frist. Das gilt insbesondere für das 1956 von Robert M. Solow entwickelte Solow-Modell.

## Wirtschaftliche Aspekte
Für die Kurzfristanalyse ist entsprechend von gegebenen Kapazitäten auszugehen, deren Auslastungsgrad variieren kann, während in der Langfristanalyse auch die Kapazitäten angepasst werden, also der Kapitalstock verändert wird.
Zeitreihen über mehrere Jahre hinweg lassen einen Trend erkennen, dessen Richtung als Konjunkturverlauf eingestuft werden kann (Aufschwung, Boom, Abschwung, Rezession). Maßstab hierfür ist beispielsweise die Entwicklung des Bruttoinlandsproduktes. Im langfristigen Gleichgewicht des Solow-Modells gilt, dass die Investitionen genau den Abschreibungen des Kapitalmodells entsprechen.
Die lange Frist ist häufig Gegenstand verschiedenster Wachstumstheorien. Langfristige Betrachtungen verringern die Gefahr, dass zufällige Entwicklungen die Analyse verzerren.

## Finanzwesen
Mit den als kurzfristig (englisch short term), mittelfristig (englisch medium term) oder langfristig (englisch long term) verkürzten Begriffen beschreiben Finanzwesen, Betriebswirtschaftslehre und Rechnungswesen auch die Laufzeit, Kündigungsfrist, Fristigkeit oder Fälligkeit von Finanzinstrumenten, insbesondere bei der Fremdfinanzierung.
Bilanzierung
Bei der Bilanzierung durch Nichtbanken spielen im Bilanzrecht die Fristigkeiten eine eher untergeordnete Rolle. Gemäß § 268 Abs. 4 HGB sind Forderungen mit einer Restlaufzeit von mehr als einem Jahr gesondert zu vermerken, das gilt auch für Verbindlichkeiten (§ 268 Abs. 5 HGB). Die langfristigen Restlaufzeiten von mehr als 5 Jahren sind bei Verbindlichkeiten lediglich im Anhang auszuweisen (§ 285 Nr. 1a HGB). Es bleibt folglich dem Finanzanalysten überlassen, die Differenz zwischen beiden als mittelfristig herauszufiltern.
Nach den Vorschriften für die Bankbilanzierung aus § 9 Abs. 2 RechKredV sind kurzfristig alle Restlaufzeiten bis ein Jahr, mittelfristig mehr als ein Jahr bis fünf Jahre und langfristig die Restlaufzeiten von mehr als fünf Jahren. Das makroökonomische Aggregat der Geldmenge {\displaystyle M3} erfasst als mittelfristig Laufzeiten bis zu zwei Jahren, was dieser bilanzrechtlichen Vorschrift für Kreditinstitute widerspricht. Deshalb müssen beispielsweise Geldmarktpapiere – die zur Geldmenge {\displaystyle M3} gehören – mit einer Laufzeit von einem Jahr als kurzfristig bilanziert werden.
Rechnungslegungsstandards
Sowohl die IFRS als auch die US-GAAP sehen keinen getrennten Ausweis nach kurz- und langfristig zwingend vor, sondern sprechen Empfehlungen aus (IAS 1.53). Beide sehen keinen dezidierten Ausweis vor. Langfristig (englisch non-current assets, non-current liabilities) wird in IFRS nicht explizit, sondern lediglich in negativer Abgrenzung von den kurzfristigen Vermögenswerten oder Schulden (englisch current assets, current liabilities) definiert. Ein kurzfristiger Vermögenswert ist dabei nach IFRS 5 jeder, dessen Realisierung innerhalb von zwölf Monaten nach dem Abschlussstichtag erwartet wird.
Damit verfügt keiner der Rechnungslegungsstandards über normierte oder allgemein anerkannte, präzise Aufbereitungsregeln, so dass die Aufstellung von Strukturbilanzen eine betriebswirtschaftliche Aufgabe bleibt.
Abgrenzungsschwierigkeiten
Auch in der Fachliteratur besteht keine Einigkeit. Entweder wird die mittlere Fristigkeit (2–4 Jahre) dem Geldmarkt zugeordnet oder dem Kapitalmarkt. Inzwischen geht die Fachliteratur dazu über, sich an den Statistiken der Bundesbank zu orientieren. Diese sehen als kurzfristig Laufzeiten oder Kündigungsfristen von bis zu einem Jahr, über einem bis zu fünf Jahren als mittelfristig und über fünf Jahren als langfristig an. International haben sich inzwischen ebenfalls die Laufzeiteinteilungen ≤1 Jahr (für kurzfristig), 1 Jahr ≤ 5 Jahre (mittelfristig) und <5 Jahre (langfristig) durchgesetzt.